# Státní vědecká knihovna Košice
Státní vědecká knihovna Košice je jednou z největších knihoven na Slovensku. Je druhou největší knihovnou na Slovensku, pokud jde o rozsah knihovního fondu. Její působení je zaměřeno na knihovnickou, bibliografickou, výzkumnou a vydavatelskou činnost. Sídlí v empírovém Pongrácovsko-forgáčovském paláci na Hlavní ulici v Košicích.